# Jeanne Henriette Rath
Jeanne Henriette Rath, född 1773, död 1856, var en schweizisk konstnär. Hon är särskilt känd för sina miniatyrer. 
Hon var dotter till urmakaren Jean-Louis Rath i Genève och syster till general Simon Rath. Hon och hennes syster ärvde en förmögenhet efter sin bror. Hon studerade konst under Jean-Baptiste Isabey i Paris, innan hon återvände till Schweiz. Hon deltog i sin första utställning i Paris år 1799. 
Hon blev 1801 den första kvinnliga hedersmedlemmen i Société des arts de Genève. Hon undervisade kvinnliga lever vid akademien tillsammans med Elisabeth Terroux och Jeanne-Pernette Schenker-Massot; bland hennes elever fanns Adrienne Pauline Bacle.
Hon grundade Rathmuseet, det första konstmuseet i Schweiz, i sitt dåvarande hem i Genève år 1826. 